# Kim Tche-jun
Kim Tche-jun (korejsky 김태윤, anglický přepis: Kim Tae-yun; * 28. září 1994 Soul) je jihokorejský rychlobruslař.
V roce 2011 poprvé startoval na Mistrovství světa juniorů, následně se účastnil závodů juniorského Světového poháru. Mezi dospělými závodí od roku 2013, kdy debutoval ve Světovém poháru. Startoval na Zimních olympijských hrách 2014 (1000 m – 30. místo). Na Mistrovství světa ve sprintu 2016 se umístil na páté příčce. Zúčastnil se Zimních olympijských her 2018, kde v závodě na 1000 m vybojoval bronzovou medaili. Z Mistrovství světa na jednotlivých tratích 2019 si přivezl stříbro z týmového sprintu. Na Mistrovství čtyř kontinentů 2023 získal stříbro v týmovém sprintu a bronz na distanci 1000 m.